# ONE PIECE (アニメ)

『ONE PIECE』（ワンピース）は、尾田栄一郎の漫画『ONE PIECE』を原作とする日本のテレビアニメ。1999年10月20日よりフジテレビ系列で放送されている。

## 作品解説
フジテレビ系列のアニメ番組では、『サザエさん』『ちびまる子ちゃん』に次ぐ長寿作品となっている。2024年現在、東映アニメーションが制作したアニメ作品としては最も長く続いている。2007年には、当時最も長期間放送されていた『ドラゴンボールZ』（6年10か月・291話）や最もエピソード数が多かった『一休さん』（6年9か月・296話）の記録を塗り替え、2009年には単体アニメで初めて放送期間が10年を突破、2021年には放送1000話に到達した。東映アニメーションの長期放映作品は、ストーリーの進行や設定のリセットに合わせて番組名を変更しながら放送を続けることが多いのに対し（例：ドラゴンボール→ドラゴンボールZなど）、本作はタイトルが変更されることなく単体のアニメ作品として放送され続けている。
原作に存在する残虐なシーンやお色気シーンはカット・変更がなされることがあり、それ以外にも場面やセリフ、時系列といった細かい部分での相違点がいくつか見られる。

### 映像形式
- 放送開始当初からステレオ放送であり、デジタル製作アニメである。また、切り替え式字幕放送を実施している[注 3]。
- 2004年10月31日放送の第207話からは、地上デジタル放送に対応したデジタルハイビジョン映像で制作されている（フジテレビ制作のテレビアニメでは初）。
- 2008年11月30日放送の第379話までは、アナログ放送、資金面でデジタル機器が不足しているテレビ静岡などの一部遅れネット局のデジタル放送、VHS、7thシーズンから11thシーズンまでのレンタルDVD、7thシーズンのセルDVD（Log Collection収録版も同様）において、映像の左右をカットしている。フジテレビ、および同時ネット局であるサガテレビのアナログ放送[注 4]では上下に多少の黒帯があり、完全な4:3ではない（ただしブラウン管テレビなど機種によってはほとんど見えない場合もある）。このため、第207話から第228話までの16:9版は地上デジタル放送の本放送のみでしか視聴できなかった（映像ソフト版の7thシーズン第4巻では本来のアスペクト比4:3の第205・206話と16:9の第207話が同時収録されている。それに伴い画面サイズの統一を図ったかは不明だが、当初は16:9で収録される予定であった）。その後、番外編「麦わらのルフィ親分捕物帖」ではセルDVDのみ16:9で収録され、TVシリーズもウォーターセブン編より16:9での収録が始まった。なお、2008年12月7日に放送された第380話より、アナログ放送ではレターボックスでの放送に移行した。レンタルDVDでは380話以降も依然として4:3での収録が続いていたが、12thシーズンの1巻（408話）より16:9での収録となった。
- 北米やフランスなど海外では、日本での放送から日にちをおかず字幕つきの日本語音声で放送する「ニアサイマル放送」が実施されている[3][4]。

### 放送枠
- 放送初期の1999年10月から2001年3月までの水曜19時枠は、『Dr.スランプ アラレちゃん』や『ドラゴンボール』シリーズといった鳥山明原作のアニメが約18年間に渡って放送されていた枠で、日曜19時30分枠に移動するまで、約20年間本作を含め東映アニメーション制作のアニメが放送されていた。日曜19時枠のアニメが放送枠を移動したのは、1967年4月に開始して同年7月に日曜18:30に移動した『マッハGoGoGo』以来、39年振りのことだった。また、それより前の2005年1月には日曜19:30から日曜19:00に移動したが、過去に『あかねちゃん』や『GTO』のように別の放送枠から日曜19:30に移動するアニメはあったものの、その逆は唯一となっている。
- これまでに水曜19:00→日曜19:30→日曜19:00→日曜9:30と3回放送時間が変更されているが、その理由はいずれも当時間帯におけるアニメ枠の廃止（アニメからバラエティーへの置き換え）によるものである。ただし、2025年4月に日曜9:30から移動後の同枠ではアニメ「TO BE HERO X」が放送されているため、アニメ枠は継続されている[5]。
- 2006年10月以降の枠はローカルセールス枠のため、関東地方以外の各地域では遅れ放送や打ち切りとなった。これでフジテレビ系列のレギュラー枠としてのゴールデンタイムのアニメの放送は完全に消滅した[注 5][注 6]。
- 2006年9月まで同時ネットを行っていた系列フルネット26局のうち、7局ではローカル枠移動時に打ち切られた[注 7] が、随時再開していき、2013年5月までに系列フルネット局における未ネット局はなくなった。また、ローカル枠移動時にはフジテレビと同時ネットを行う局も消滅したが、徐々に増えていき、2025年3月まではフジテレビを含めた21局で同時ネットが行われていた。
- 2025年4月6日より日曜 23:15 - 23:45枠に移動、2006年9月24日放送分（第277話・第278話）以来18年半ぶりとなるフジテレビ系列フルネットとなった[6]。
- 放送開始から2006年9月までのゴールデンタイム時代は、ナイター中継の延長や特別番組に伴う放送休止が多く、「2～3週休止して2話連続スペシャル」という事例が頻発し、そのたびにプレゼント企画をしていた。2005年以降はナイター中継があっても途中で打ち切った上で定時に放送されるようになった。2006年10月の日曜9:30枠に移動後は放送休止になる事例はほとんどなくなり、2025年4月の日曜23:15枠移動後は休止することはほとんど無い[注 8]。

#### フジテレビにおける放送時間の変遷
| 放送期間                       | 時間               | 備考                             |
| ------------------------------ | ------------------ | -------------------------------- |
| 1999年10月20日 - 2001年3月21日 | 水曜 19:00 - 19:30 |                                  |
| 2001年4月15日 - 2004年12月19日 | 日曜 19:30 - 19:58 |                                  |
| 2005年1月9日 - 2006年9月24日   | 日曜 19:00 - 19:28 |                                  |
| 2006年10月1日 - 2025年3月30日  | 日曜 9:30 - 10:00  | この期間のみローカルセールス枠。 |
| 2025年4月6日 -                 | 日曜 23:15 - 23:45 |                                  |

### 粗忽屋
アニメでは、麦わらの一味のメンバーの声優が他のキャラクターの声を兼任することがある。その際、一部のキャラクターの声の出演は「粗忽屋（そこつや）●●店」という別名義が使用されている。
| 別名義           | 声優       | 主なキャラクター |
| ---------------- | ---------- | --- |
| 粗忽屋           | 平田広明   | カルー、チュチューン、犬ッペ、マグラ、偽ルフィ（デマロ・ブラック）                                                                 |
| 粗忽屋浜田山店   | 田中真弓   | オーズ、偽チョッパー（のらギツネ）                                                                                                 |
| 粗忽屋西神戸店   | 中井和哉   | クンフージュゴン、ピエール、ジゴロウ、ヤギゴリラゾンビ、サルデス、偽サンジ（ドリップ）、ヌストルテ                                 |
| 粗忽屋武蔵野店   | 岡村明美   | スー、ゴンベ、アフェランドラ、偽ロビン（ココア）、ヴィンスモーク・ヨンジ（子供）                                                   |
| 粗忽屋東品川店   | 山口勝平   | マツゲ、ミノタウロス、ドグラ、偽ゾロ（マンジャロウ）、バリエテ、ランドルフ、ニトロ、ドスマルシェ、ストローマン、ラビットマン、雷刃 |
| 粗忽屋東京店     | 大谷育江   | エニシダ、偽ナミ（ショコラ） |
| 粗忽屋後楽園店   | 山口由里子 | シェリー、ヤガラ |
| 粗忽屋所沢店     | 山口由里子 | キキョウ、エポニー、ジョスカルポーネ、リンリンのママ                                                                               |
| 粗忽屋二子玉店   | 矢尾一樹   | 偽そげキング（マウンブルテン）、タブレット                                                                                         |
| 粗忽屋雑司ヶ谷店 | チョー     | スフィンクス |
| 粗忽屋新宿店     | チョー     | アウトルック3世、偽フランキー（トルコ）、マウジイ                                                                                  |

## 歴史
放送日はフジテレビおよび同時ネット局のもの。
- 1999年10月20日（第1話）、毎週水曜19:00 - 19:30にて放送開始。
- 2001年4月より、毎週日曜19:30 - 19:58に放送時間を移動（移動後初回放送の4月15日のみ19:00 - 19:58）。
- 2004年10月31日（第207話）より、ハイビジョン制作に移行した。
- 2005年1月より、毎週日曜19:00 - 19:28に放送時間を移動（移動後初回放送の1月16日のみ19:00 - 19:58）。
- 2006年10月1日より、ローカルセールス枠での放送に変更すると共にエンディングも廃止。関東地方は放送時間を毎週日曜9:30 - 10:00に移動。移動した10月は各キャラクターの回想という形で総集編が放送された。また、徐々に原作に追いつきはじめたため、冒頭に大まかなあらすじと麦わらの一味を紹介する映像が挟まれ、途中のCM時間やキャラクターの過去を描く回想パートも大幅に長くなった。
- 2008年5月25日放送分のみ、次回予告の形態が通常と異なっていた。
- 2008年12月7日より、地上アナログ放送ではレターボックス（アスペクト比16:9）での放送に移行した。
- 2009年6月28日放送分よりルフィ以外のメインキャラクターの登場回数削減に伴い、次回予告の内容は、登場キャラクターが喋る形式から、ナレーションの大場真人によるあらすじを読み上げる形式に変更された。次回のサブタイトルや、最後に決めゼリフをルフィが言うのは変更なし。麦わらの一味が再び集結した現在もこの形式を続けている[注 11][注 12]。
- 2011年4月3日放送の『トリコ』第1話では『トリコ×ONE PIECEコラボスペシャル』と題され、レギュラーキャラクターがゲスト出演している。1時間スペシャルの内、後半エピソードは『ONE PIECE』扱いで制作された。
- 2011年9月25日（第516話）で、12年続いた『サバイバルの海 超新星編』が終了。翌週の同年10月2日（第517話）より原作第2部に当たる『最後の海 新世界編』が開始。作中の時系列が本編開始から2年後に変更、次回予告BGM・アイキャッチも刷新された。
- 2012年4月7日、高画質化処理を行った「スペシャルエディション」として、第1話からの再放送が開始[9]。関東地区で毎週土曜9:55から放送。映像は上下がカットされている。2013年3月30日で放送を終了した。
- 2015年4月5日より、解説放送を実施（一部の放送局を除く）。
- 2015年10月4日より、データ放送を実施（同時ネット局のみ）。
- 2019年7月7日（第892話）より「ワノ国編」が開始。次回予告BGM・アイキャッチが刷新された。
- 2021年11月21日、放送第1000話に到達。この回のみ、初代オープニングテーマである「ウィーアー!」が新規作画映像とともに使用された[2]。
- 2023年8月6日、エンディングテーマが2006年9月以来17年ぶりに復活した。
- 2023年10月29日、第1話から最新話までを24時間365日以上継続的にライブ配信する企画「ANYTIME ONE PIECE」を開始[10]。
- 2023年12月17日、「ジャンプフェスタ2024」にて、原作を再アニメ化する『THE ONE PIECE』の制作が発表された[11]。
- 2024年1月7日（第1089話）より「エッグヘッド編」が開始。次回予告BGM・アイキャッチが刷新された。
- 2024年10月13日、「充電期間」としてエッグヘッド編の放送を一時休止すること、休止期間は魚人島編の再編集版を放送すること、2025年4月のエッグヘッド編再開時に放送枠を変更することが発表された[12]。
- 2024年11月3日、「SPECIAL EDITED VERSION 『ONE PIECE』 魚人島編」が放送開始。
- 2024年12月22日、「ジャンプフェスタ2025」にて、フランキー役が矢尾一樹から木村昴に交代すること、エッグヘッド編の放送が2025年4月6日より日曜 23:15 - 23:45に移動し再開されることが発表された[6]。
- 2025年3月30日、この日をもって連動データ放送が終了。
- 2025年4月5日、土曜プレミアム枠で「特別編集版『ワンピース』エッグヘッド編」が放送。再開1話目となる第1123話も同番組内で放送された[13]。
- 2025年4月6日より、毎週日曜23:15 - 23:45に放送時間を移動。提供クレジットがカラー表記に変更された。

### 放送事故・放送中断・放送休止・放送延期
- 2007年3月25日（第302話）は、能登半島地震のため、放送時間残り約2 - 5分の所で放送が中断され緊急報道特番が組まれた。同29日深夜に改めて放送された。なお、当時7日遅れ放送だった北海道文化放送（uhb）では放送を中断せず、地震報道は画面上部のテロップで流して対応した。
- 2007年8月15日、テレビ宮崎での放映中に映像が停止する放送事故があった。詳細はテレビ宮崎#事件・事故を参照。
- 2010年2月28日（第440話）は、地上アナログ放送において、前日に発生したチリ地震の津波による大津波警報が発表された影響で、本編開始からしばらく無音状態・緊急警報信号が鳴り、そして復帰するという事態が発生した。その後地上アナログ放送・地上デジタル放送共に津波警報を知らせる日本地図を放送中常時表示した。このため、同年3月7日（3月6日深夜）の再放送が実施された（番組中での案内は無し）。また、同日のBSフジの放送でも津波警報を知らせる日本地図が表示された。
- 2011年3月13日放送予定分（第490話）は、2日前に発生した東日本大震災を受けて緊急報道特番を終日継続したため休止され、第490話の放送は翌週の3月20日に延期された。また、同日の放送では提供クレジット・CM（ACジャパンに差し替え）が自粛された。
- 2016年2月7日放送予定分（第729話）は、北朝鮮によるミサイル発射実験を受けて、放送開始後まもなく放送が中断され緊急報道特番が組まれた。その影響で同時ネット局、同時刻で放送の遅れネット局を含め、放送が翌週の2月14日に延期となり、残りの遅れネット局は遅れ日数が縮小された。
- 2020年4月26日から6月21日まで、新型コロナウイルス感染症（COVID-19）流行の影響により放送が延期となり、ワノ国編の再放送（第892話から第902話）が行われた[14]。6月28日に放送が再開され、4月26日に放送予定だった第930話の放送が行われた[15]。
- 2022年3月20日から4月10日まで、東映アニメーションへの不正アクセス事件の影響により制作に支障をきたしたため、新作の放送が延期となり、過去話の再放送が行われた[16]。4月17日より新作エピソードの放送が再開された。
- 2024年10月27日より魚人島編の再編集版を放送予定であったが、MLBワールドシリーズ・ドジャース対ヤンキースの中継が編成されたため休止され[17]、翌週の11月3日に延期された。

### 声優の交代
| 声優                 | 期間                                         | 役名                     | 代役       |
| -------------------- | -------------------------------------------- | ------------------------ | ---------- |
| 岡村明美（産休）     | 2001年5月27日 - 8月26日（第70話 - 第78話）   | ナミ                     | 山崎和佳奈 |
| 大谷育江（体調不良） | 2006年1月22日 - 4月30日（第254話 - 第263話） | トニートニー・チョッパー | 伊倉一恵   |
| 山口由里子（産休）   | 2007年3月4日 - 7月22日（第299話 - 第319話）  | ニコ・ロビン             | 小林優子   |
| 沢城みゆき（産休）   | 2018年10月7日 - 12月2日（第856話 - 第863話） | シャーロット・プリン     | 桑島法子   |
| 矢尾一樹（体調不良） | 2024年10月6日（第1121話）                    | ジャンゴ                 | 高木渉     |

| 声優       | 没年   | 役名                             | 最後の出演                                     | 後任                       | 後任の初出演                                 |
| ---------- | ------ | -------------------------------- | ---------------------------------------------- | -------------------------- | -------------------------------------------- |
| 松尾銀三   | 2001年 | スモーカー                       | 2001年9月2日（第79話）                         | 大場真人                   | 2001年12月23日（第94話）                     |
| 中江真司   | 2007年 | 酋長                             | 2004年6月13日（第195話）                       | 増谷康紀                   | 2018年8月25日 （TVSP『エピソードオブ空島』） |
| 北村弘一   | 2007年 | クローバー                       | 2006年9月24日（第278話）                       | 稲葉実                     | 2022年11月27日（第1042話）                   |
| 郷里大輔   | 2010年 | ドリー、ジンベエ、ロックスター   | 2009年12月27日（第432話）                      | 宝亀克寿（ジンベエ）       | 2010年3月14日（第442話）                     |
| 郷里大輔   | 2010年 | ドリー、ジンベエ、ロックスター   | 2009年12月27日（第432話）                      | 斎藤志郎（ロックスター）   | 2022年8月6日（劇場版『RED』）                |
| 郷里大輔   | 2010年 | ドリー、ジンベエ、ロックスター   | 2009年12月27日（第432話）                      | 藤原貴弘（ドリー）         | 2024年6月23日（第1109話）                    |
| 郷里大輔   | 2010年 | ドリー、ジンベエ、ロックスター   | 2009年12月27日（第432話）                      | 間宮康弘（ドリー）         | 2025年8月17日（第1140話）                    |
| 谷口節     | 2012年 | モンブラン・クリケット           | 2010年4月 （OVA『EPISODE:0』）                 | 内田直哉                   | 2018年8月25日 （TVSP『エピソードオブ空島』） |
| 納谷悟朗   | 2013年 | クロッカス                       | 2010年4月 （OVA『EPISODE:0』）                 | 天田益男                   | 2021年1月24日（第959話）                     |
| 石森達幸   | 2013年 | センゴク                         | 2012年12月15日（劇場版『Z』）                  | 大川透                     | 2014年8月30日（TVSP『3D2Y』）                |
| 矢田耕司   | 2014年 | ゼフ                             | 2013年8月24日 （TVSP『エピソードオブメリー』） | 樋浦勉                     | 2017年6月25日（第794話）                     |
| 大塚周夫   | 2015年 | ゴール・D・ロジャー              | 2013年4月7日（第590話）                        | 津嘉山正種                 | 2018年8月12日（第849話）                     |
| 田中一成   | 2016年 | アバロ・ピサロ、マンボシ、BB 他  | 2016年10月23日（第761話）                      | 荒井聡太（BB）             | 2016年11月20日（第765話）                    |
| 田中一成   | 2016年 | アバロ・ピサロ、マンボシ、BB 他  | 2016年10月23日（第761話）                      | 間宮康弘（マンボシ）       | 2017年2月19日（第777話）                     |
| 田中一成   | 2016年 | アバロ・ピサロ、マンボシ、BB 他  | 2016年10月23日（第761話）                      | 高塚正也（ピサロ）         | 2020年1月12日（第917話）                     |
| 鶴ひろみ   | 2017年 | シャクヤク                       | 2011年10月9日（第518話）                       | 浅野真澄                   | 2019年1月27日（第870話）                     |
| 石塚運昇   | 2018年 | ボルサリーノ、コウシロウ、コング | 2017年8月26日（TVSP『エピソードオブ東の海』）  | 置鮎龍太郎（ボルサリーノ） | 2019年4月21日（第881話）                     |
| 石塚運昇   | 2018年 | ボルサリーノ、コウシロウ、コング | 2017年8月26日（TVSP『エピソードオブ東の海』）  | 乃村健次（コウシロウ）     | 2022年8月21日（第1030話）                    |
| 石塚運昇   | 2018年 | ボルサリーノ、コウシロウ、コング | 2017年8月26日（TVSP『エピソードオブ東の海』）  | 山口太郎（コング）         | 2025年5月25日（第1130話）                    |
| 後藤哲夫   | 2018年 | ハンニャバル、ミョスガルド 他    | 2015年9月20日（第710話）                       | 菊池正美（ミョスガルド）   | 2019年6月9日（第888話）                      |
| 有本欽隆   | 2019年 | エドワード・ニューゲート         | 2015年8月22日 （TVSP『エピソードオブサボ』）   | 大友龍三郎                 | 2021年2月14日（第962話）                     |
| 藤原啓治   | 2020年 | アラマキ                         | 2019年4月28日（第882話）                       | 諏訪部順一                 | 2023年10月15日（第1079話）                   |
| 松島みのり | 2022年 | つる                             | 2016年12月25日（第770話）                      | 水田わさび                 | 2024年8月18日（第1116話）                    |

| 声優           | 役名                     | 最後の出演                     | 後任         | 後任の初出演                                 | 備考 |
| -------------- | ------------------------ | ------------------------------ | ------------ | -------------------------------------------- | --- |
| 曽我部和恭     | ベン・ベックマン         | 1999年12月8日（第4話）         | 田原アルノ   | 2003年4月20日（第151話）                     | 曽我部は2000年に声優を引退し、2006年に死去。                                                            |
| 青野武         | ジュラキュール・ミホーク | 2003年4月20日（第151話）       | 掛川裕彦     | 2010年8月15日（第462話）                     | 青野は2010年に休業し、2012年に死去。 青野は劇場版には第10作目までのゲストキャラの声で多数出演していた。 |
| 家弓家正       | ネフェルタリ・コブラ     | 2010年4月（OVA『EPISODE:0』）  | 上田敏也     | 2011年8月28日（第512話）                     | 家弓は2014年に、上田は2022年に死去。                                                                    |
| 家弓家正       | ネフェルタリ・コブラ     | 2010年4月（OVA『EPISODE:0』）  | 郷田ほづみ   | 2017年2月12日（第776話）                     | 家弓は2014年に、上田は2022年に死去。                                                                    |
| いまむらのりお | エンポリオ・イワンコフ   | 2010年5月23日（第452話）       | 岩田光央     | 2010年8月8日（第461話）                      | いまむらは不祥事のため降板。降板前のエピソードもDVD化の際に岩田による録り直しが行われた。               |
| 藤田淑子       | シャーロット・リンリン   | 2012年11月4日（第571話）       | 小山茉美     | 2017年4月30日（第786話）                     | 藤田は2018年に死去。                                                                                    |
| 広瀬正志       | リク・ドルド3世          | 2014年9月7日（第660話）        | 銀河万丈     | 2014年10月19日（第666話）                    | 広瀬は2014年より長期休業。                                                                              |
| 八奈見乗児     | ガン・フォール           | 2004年6月13日（第195話）       | 市川猿之助   | 2018年8月25日 （TVSP『エピソードオブ空島』） | 八奈見は2015年に休業し、2021年に死去。                                                                  |
| 八奈見乗児     | ガン・フォール           | 2004年6月13日（第195話）       | 佐藤正治     | 2021年3月28日（第967話）                     | 八奈見は2015年に休業し、2021年に死去。                                                                  |
| 木内レイコ     | ジュエリー・ボニー       | 2016年4月10日（第736話）       | 高木礼子     | 2019年6月9日（第888話）                      | |
| 村松康雄       | トム                     | 2010年4月 （OVA『EPISODE:0』） | 石川ひろあき | 2021年3月28日（第967話）                     | 村松は2024年に死去。                                                                                    |
| 安原義人       | ベガパンク               | 2013年9月1日（第610話）        | 多田野曜平   | 2024年3月3日（第1096話）                     | |
| 古谷徹         | サボ                     | 2024年1月7日（第1089話）       | 入野自由     | 2024年8月18日（第1116話）                    | 古谷は不祥事のため降板。                                                                                |
| 矢尾一樹       | フランキー               | 2024年7月7日（第1111話）       | 木村昴       | 2025年4月5日（第1123話）                     | |
| 柴田秀勝       | モンキー・D・ドラゴン    | 2024年9月22日（第1120話）      | 井上和彦     | 2024年3月17日（第1097話）                    | 若年期役として出演した井上が、第1131話以降役を引き継いでいる。                                          |

## 主題歌

### オープニングテーマ
当初は1分50秒。「Crazy Rainbow」から「Super Powers」までは2分30秒、「OVER THE TOP」から第1070話の「PAINT」までは2分。エンディングテーマが復活した第1071話からは1分30秒。
| No. | 曲名                                                | 歌手                                                               | 使用期間                                | 備考 |
| --- | --------------------------------------------------- | ------------------------------------------------------------------ | --------------------------------------- | --- |
| 1   | ウィーアー!                                         | きただにひろし                                                     | 第1話 - 第47話 第1000話                 | オープニングで唯一、効果音が挿入されている。 第1000話では新規作画の映像とともに使用された。                                                                          |
| 2   | Believe                                             | Folder5                                                            | 第48話 - 第115話                        | イントロの一部にCDにはない部分がある。 |
| 3   | ヒカリへ                                            | ザ・ベイビースターズ                                               | 第116話 - 第168話                       | [ * 2 ] [ * 3 ] |
| 4   | BON VOYAGE!                                         | Bon-Bon Blanco                                                     | 第169話 - 第206話                       | CD版にはないイントロが使われている。 |
| 5   | ココロのちず                                        | BOYSTYLE                                                           | 第207話 - 第263話                       | |
| 6   | BRAND NEW WORLD                                     | D-51                                                               | 第264話 - 第278話                       | |
| 7   | ウィーアー! 〜7人の麦わら海賊団篇〜                 | 7人の麦わら海賊団                                                  | 第279話 - 第283話                       | 2006年10月の総集編のみでの放送。 映像は「ウィーアー!」と同一。 |
| 8   | Crazy Rainbow                                       | タッキー&翼                                                        | 第284話 - 第325話                       | FODをはじめとするネット配信ではカットされているが、各サイト上にその旨の告知はない。時期不詳だが、dアニメストアでは本オープニングのカットがなくなり、視聴可能である。 |
| 9   | Jungle P                                            | 5050                                                               | 第326話 - 第372話                       | |
| 10  | ウィーアー! 〜アニメーション ワンピース10周年Ver.〜 | 東方神起                                                           | 第373話 - 第394話                       | 第383話まではアーティスト名ノンクレジット。 |
| 11  | Share The World                                     | 東方神起                                                           | 第395話 - 第425話                       | |
| 12  | 風をさがして                                        | 矢口真里とストローハット                                           | 第426話 - 第458話                       | |
| 13  | One day                                             | The ROOTLESS                                                       | 第459話 - 第492話                       | 第485話から映像の一部が変更。 |
| 14  | Fight Together                                      | 安室奈美恵                                                         | 第493話 - 第516話                       | |
| 15  | ウィーゴー!                                         | きただにひろし                                                     | 第517話 - 第590話                       | 第519話から映像の一部が変更。 オープニングでは最も使用回数が多い。                                                                                                   |
| 16  | HANDS UP!                                           | 新里宏太                                                           | 第591話 - 第628話                       | |
| 17  | Wake up!                                            | AAA                                                                | 第629話 - 第686話                       | 第663話、第680話で映像の一部が変更。 |
| 18  | Hard Knock Days                                     | GENERATIONS from EXILE TRIBE                                       | 第687話 - 第746話                       | 第692話で映像の一部が変更。 |
| 19  | ウィーキャン!                                       | 氣志團ときただにひろし                                             | 第747話 - 第806話                       | 第753話から第756話は劇場版『GOLD』の映像を使用。 第783話で映像の一部が変更。                                                                                         |
| 20  | Hope                                                | 安室奈美恵                                                         | 第807話 - 第855話                       | 第825話では映像の一部がこの回のみの特別版に変更。 第826話で映像の一部が変更。                                                                                        |
| 21  | Super Powers                                        | V6                                                                 | 第856話 - 第891話                       | 第857話、第863話、第864話、第871話、第878話で映像の一部が変更。 第878話より映像の一部に各回の本編のダイジェストがある。                                              |
| 22  | OVER THE TOP                                        | きただにひろし                                                     | 第892話 - 第934話                       | 映像の一部に各回の本編のダイジェストがある。 第897話で映像の一部が変更。                                                                                             |
| 23  | DREAMIN' ON                                         | Da-iCE                                                             | 第935話 - 第999話 第1001話 - 第1004話   | 映像の一部に各回の本編のダイジェストがある。 第948話、第959話、第976話、第977話、第981話、第993話で映像の一部が変更。                                                |
| 24  | PAINT                                               | I Don't Like Mondays.                                              | 第1005話 - 第1027話 第1031話 - 第1073話 | 休止期間を含め、最も使用期間が長い。 第1070話まで映像の一部に各回の本編のダイジェストがある。 第1071話からオープニング短縮に伴い、映像と歌詞の一部が変更。           |
| 25  | 最高到達点                                          | SEKAI NO OWARI                                                     | 第1074話 - 第1088話                     | |
| 26  | あーーっす！                                        | きただにひろし                                                     | 第1089話 - 第1122話                     | 第1092話で映像の一部が変更。 |
| 27  | 天使と悪魔                                          | GRe4N BOYZ                                                         | 第1123話 - 第1136話 第1138話            | 第1137話ではEDとして使用。 |
| 28  | カーマイン                                          | ELLEGARDEN                                                         | 第1139話 -                              | |
| SP  | 新時代                                              | Ado                                                                | 第1028話 - 第1030話                     | テレビ本放送時のみ、劇場版『RED』の主題歌と同作の映像を使用。ネット配信版は「PAINT」を使用。                                                                         |
| SP  | ウィーゴー！                                        | 麦わらの一味                                                       | SPECIAL EDITED VERSION 魚人島編         | 第1話 - 第9話 |
| SP  | ウィーゴー！                                        | HIKAKIN & SEIKIN with モンキー・D・ルフィ                          | SPECIAL EDITED VERSION 魚人島編         | 第10話 - 第13話 |
| SP  | ウィーゴー！                                        | 白上フブキ、宝鐘マリン、角巻わため with 大槻マキ                   | SPECIAL EDITED VERSION 魚人島編         | 第14話 - 第17話 |
| SP  | ウィーゴー！                                        | 小鳥遊キアラ、ハコス・ベールズ、こぼ・かなえる with きただにひろし | SPECIAL EDITED VERSION 魚人島編         | 第18話 - 第21話 |

### エンディングテーマ
当初は1分10秒。放送時間が日曜9時30分に移動した第279話（2006年10月1日）以降はエンディングテーマが廃止され、それまでエンディングで表記されていたスタッフクレジットはすべてオープニングでまとめて表記されるようになった。第1071話（2023年8月6日）でエンディングテーマが17年ぶりに復活した。復活後は1分30秒。
| No. | 曲名                        | 歌手                                                 | 使用期間                                       | 備考 |
| --- | --------------------------- | ---------------------------------------------------- | ---------------------------------------------- | --- |
| 1   | memories                    | 大槻真希                                             | 第1話 - 第30話                                 | |
| 2   | RUN! RUN! RUN!              | 大槻真希                                             | 第31話 - 第63話、TVSP1                         | |
| 3   | 私がいるよ                  | TOMATO CUBE                                          | 第64話 - 第73話                                | |
| 4   | しょうちのすけ              | 推定少女                                             | 第74話 - 第81話                                | [ * 3 ] |
| 5   | BEFORE DAWN                 | AI-SACHI                                             | 第82話 - 第94話                                | |
| 6   | fish                        | The Kaleidoscope                                     | 第95話 - 第106話                               | |
| 7   | GLORY-君がいるから-         | 上原多香子                                           | 第107話 - 第118話                              | |
| 8   | Shining ray                 | Janne Da Arc                                         | 第119話 - 第132話                              | |
| 9   | Free Will                   | Ruppina                                              | 第133話 - 第156話                              | 曲の途中でフェードアウトする。 |
| 10  | FAITH                       | Ruppina                                              | 第157話 - 第168話                              | |
| 11  | A to Z〜ONE PIECE Edition〜 | ZZ                                                   | 第169話 - 第181話                              | [ * 3 ] |
| 12  | 月と太陽                    | shela                                                | 第182話 - 第195話                              | |
| 13  | DREAMSHIP                   | イクタ☆アイコ                                        | 第196話 - 第206話                              | |
| 14  | 未来航海                    | タッキー&翼                                          | 第207話 - 第230話                              | FODをはじめとするネット配信ではカットされているが、「Crazy Rainbow」と異なり、こちらは各サイト上に「エンディングがカットされている」旨の告知がある。時期不詳だが、dアニメストアではカットがなくなり、視聴可能である。 |
| 15  | エターナルポーズ            | エイジアエンジニア                                   | 第231話 - 第245話                              | |
| 16  | Dear friends                | TRIPLANE                                             | 第246話 - 第255話                              | [ * 3 ] |
| 17  | 明日は来るから              | 東方神起                                             | 第256話 - 第263話                              | |
| 18  | ADVENTURE WORLD             | デリカテッセン                                       | 第264話 - 第278話                              | 視聴者が描いたキャラの似顔絵が掲示されている。 |
| 19  | Raise                       | Chilli Beans.                                        | 第1071話 - 第1088話                            | |
| 20  | Dear sunrise                | 大槻マキ                                             | 第1089話 - 第1122話                            | エンディングでは最も長く放送。 |
| 21  | The 1                       | muque                                                | 第1123話 - 第1136話 第1138話                   | |
| 22  | PUNKS                       | カメレオン・ライム・ウーピーパイ                     | 第1139話 -                                     | |
| SP  | Family                      | 麦わら海賊団（128話） 7人の麦わら海賊団（TVSP2以降） | 第128話、TVSP2 - 4、総集編                     | 第128話での使用はテレビ本放送時のみ。 |
| SP  | Sailing                     | BE:FIRST                                             | SPECIAL EDITED VERSION 魚人島編 第1話 - 第21話 | |

### 挿入歌
| 曲名                               | 歌手 | 使用話                                      |
| ---------------------------------- | --- | ------------------------------------------- |
| ウィーアー!                        | きただにひろし | 第129話、第152話                            |
| memories                           | 大槻真希 | 第130話                                     |
| Family                             | 7人の麦わら海賊団 | 第166話                                     |
| そげキング（ヒーロー）のうた       | そげキング（山口勝平） | 第258話、第264話                            |
| Dear friends                       | TRIPLANE | 第312話                                     |
| チョッパーマンのうた               | チョッパーマン（大谷育江） | 第336話                                     |
| ビンクスの酒                       | ブルック（チョー）（第378話、第574話） ルンバー海賊団（第380話） ロジャー海賊団（第967話、第968話）                                                                        | 第378話、第380話、第574話、第967話、第968話 |
| 幸せの黒いハンカチ                 | ブルック（チョー） | 第379話、第384話                            |
| ウィーアー! for the new world      | きただにひろし | 第516話                                     |
| 骨 to be wild                      | THE SK★BROOK（チョー） | 第517話、第519話                            |
| NEW WORLD                          | THE SK★BROOK（チョー） | 第520話、魚人島編 第2話                     |
| ウィーゴー!                        | きただにひろし | 第521話、第522話、第573話                   |
| Dancing of Breams, and Plaices     | 森公美子 | 第569話、魚人島編 第21話                    |
| Hard Knock Days                    | GENERATIONS from EXILE TRIBE | 第745話                                     |
| ねこまむしの旦那に会いに行こう     | ブルック（チョー） | 第765話                                     |
| ブラッディ・パーティー             | ビッグ・マム（小山茉美） | 第786話                                     |
| 誘惑の森〜一度入ったら出られない〜 | ホーミーズ | 第792話                                     |
| memories 〜17years after〜         | 大槻マキ | 第808話、第968話                            |
| eat me!                            | ホーミーズ | 第809話                                     |
| 明日を思えば                       | ビッグ・マム（小山茉美） | 第813話                                     |
| NON SUGER LIFE                     | シュトロイゼン（壤晴彦） | 第827話                                     |
| WELCOME VIP                        | ペロスペロー（内田夕夜）、モルガンズ（加瀬康之）、 ステューシー（金月真美）、ル・フェルド（松山鷹志）、 ピエクロ（増谷康紀）、ギバーソン（福原耕平）、ウミット（藤原貴弘） | 第830話                                     |
| SUGER LIFE                         | シュトロイゼン（壤晴彦） | 第832話                                     |
| 休日の法律                         | シャーロット・プラリネ（橘U子） | 第858話                                     |
| BADEND MUSICAL                     | ビッグ・マム（小山茉美）、ホーミーズ | 第875話                                     |
| ソウルポーカス 〜女王の言葉〜      | 壤晴彦、野々村彩乃、ホーミーズ | 第877話                                     |
| 新時代                             | Ado | 第1029話                                    |
| 風のゆくえ（Child ver.）           | Ado | 第1029話                                    |
| ルフィの夢                         | きただにひろし | 第1088話                                    |
| アイアンパイレーツ                 | フランキー（矢尾一樹） | 魚人島編 第17話                             |

1. 1 2  冒頭の約30秒間にナレーション（声 - 大場真人）とゴールド・ロジャー（声 - 大塚周夫）のセリフがある。
2. 1 2  冒頭の約30秒間にゴールド・ロジャー（声 - 大塚周夫）のセリフがある。
3. 1 2 3 4 5  CD版とはアレンジが異なる。
4. ↑  冒頭の約30秒間にモンキー・D・ルフィ（声 - 田中真弓）のセリフがある。
5. ↑  『クイズ!ヘキサゴンII』とのコラボレーションによる企画ユニット。第429話まではノンクレジット。
6. ↑  中盤にマーシャル・D・ティーチ（声 - 大塚明夫）とモンキー・D・ルフィ（声 - 田中真弓）のセリフがある。
7. ↑  第809話 - 第855話まで、テレビオンエア時は「Hope（from Best Album「Finally」）」名義。
8. ↑  テレビオンエア時は「Memories」名義。
9. ↑  テレビオンエア時は「ジャンヌダルク」名義。
10. ↑  テレビオンエア時は「faith」名義。
11. ↑  テレビオンエア時は「A to Z」名義。
12. ↑  劇場版『RED』の主題歌。
13. ↑  劇場版『RED』の劇中歌。

## アニメオリジナルストーリー
千年竜伝説編 / ロストアイランド編（第54話 - 第61話）
ローグタウンを出港し、「偉大なる航路（グランドライン）」を目指す麦わらの一味は、漂流していた少女・アピスを救出する。彼女は伝説の「千年竜」について知っていたため、海軍提督ネルソン・ロイヤルに捕らえられていたが、嵐に乗じて船から逃げ出していた。一味はアピスと打ち解け、彼女を故郷である「軍艦島」へ送り届けることになる。一方、不老不死の妙薬である千年竜の骨「竜骨」を狙うネルソンは、傭兵エリックにアピスを連れ戻すよう命じる。
軍艦島に到着した一味は、山の洞窟で、リュウ爺という名の年老いた千年竜と遭遇する。悪魔の実「ヒソヒソの実」の能力で動物と話ができるアピスは、仲間とはぐれたリュウ爺をかくまっていた。アピスの願いを聞いたルフィは、リュウ爺を住み処である「ロストアイランド」へ連れて行くと約束する。
リュウ爺のわずかな記憶を頼りに、一味は「竜の巣」があるとされる島を発見し上陸するが、跡をつけてきたエリックが襲いかかる。島からは逃げ延びた一味だが、ネルソン率いる艦隊に包囲されてしまう。一方、エリックは、自らが不老不死となるためネルソンを裏切り、リュウ爺とアピスを奪う。アピスを守るため最期の力で吼えるリュウ爺の呼び声により、世界中から千年竜が飛来する。ルフィは提督の巨大船を叩き割り、ネルソンを倒す。その時、海底から竜の巣が現れる。リュウ爺は息を引きとるが、竜の巣では新たな千年竜が誕生する。
エリックはネルソンにとどめを刺し、千年竜たちを殺して竜骨を得ようとする。ルフィはエリックと戦い、吹き飛ばす。麦わらの一味はアピスと別れ、軍艦島から出航する。一味はいよいよ「偉大なる航路」へと突入する。
出撃!ゼニィ海賊団編 / ヤギの島編（第136話 - 第138話）
海軍の追跡を振り切り、ヤギの大群が住む島に上陸した麦わらの一味は、ヤギたちを率いる老人・ゼニィと出会う。彼はかつて海賊になる夢を持ち、海賊相手に金貸しをしていたが、無人島に漂着し、20年間島で暮らしていた。年を取りすぎてしまったため、夢を諦めかけていたゼニィだが、ルフィの言葉でヤギたちと「ゼニィ海賊団」結成を決意する。
その翌日、ゼニィの財宝を狙って海軍が島に上陸し、一味に攻撃を仕掛ける。海軍軍曹ミンチーは、ゼニィが金貸し時代に持っていた財宝を手に入れようとしていた。だが実は、ゼニィが島に流れ着いた際、現金に換えて持っていた紙幣はヤギたちに全部食べられてしまっていた。ルフィたちはミンチーを倒し、彼の上官である海軍大佐ムーアは、ミンチーに部隊を利用されていたことを知る。ムーアは一味を捕らえようとするが、岩礁地帯に艦隊を誘導されて敗北する。ルフィたちはゼニィと再会を約束し、別れを告げる。
虹の彼方へ編 / 虹色の霧編（第139話 - 第143話）
麦わらの一味は、パスクア少佐率いる海軍の艦隊から逃れ、「ルルカ島」に上陸する。そこは元海賊のウェットン市長が支配する島で、人々に重税を課していた。ルフィたちは、「虹色の霧」を研究している老人・ヘンゾと出会う。ヘンゾは、50年前に「虹色の霧」に巻き込まれ行方不明となった友達を救うべく、研究を続けていた。一方でウェットンは霧に眠る伝説の財宝を狙い、研究を援助していた。
「虹色の霧」の中には、船の墓場「エイプスコンサート」が広がっていた。ヘンゾと共に霧の中に入ったルフィたちは、5人の子供たちを見つける。彼らは、ヘンゾの友達・ラパヌイ率いる「パンプキン海賊団」で、50年前にウェットン海賊団がルルカ島を襲撃した際、「虹色の霧」に呑みこまれ行方不明になっていた。時空を捻じ曲げる「虹色の霧」からの脱出方法を求めて、ルフィたちはパンプキン海賊団と合流する。ウェットンは、税金で建てた「レインボータワー」を使い、エイプスコンサートから財宝を運び出す。ルフィに追いつめられたウェットンは逃げだし、ルフィたちは元の世界に帰るすべをなくしてしまう。しかし、パンプキン海賊団の助けで脱出に成功する。
元の世界に戻った麦わらの一味の前に、パスクアたち海軍が現れ、ウェットンたちを逮捕する。パスクアの正体は、「虹色の霧」から脱出し、50年かけて地位を手に入れたラパヌイだった。念願がかなったヘンゾだが、「虹色の霧」の脅威を知った島民たちから頼まれ、研究を続けることにする。
TVスペシャル3「守れ! 最後の大舞台」
麦わらの一味はとある島で、「ランドルフ一座」の芝居を見に行く。開演直前にメンバーが足りなくなり、困っていた彼らのため、一味は飛び入りで芝居に参加する。座長のランドルフは元海軍少佐で、家族を海賊に殺されたことをきっかけに海軍に入り、退役後は自分と同じく海賊によって家族を失った人々を元気付けるため、芝居を続けていた。彼は古傷が原因で年々声が出なくなっており、この日は引退芝居の日だった。
そこに海軍が現れる。ランドルフは、元部下のガバナー中佐に濡れ衣を着せられ、逮捕される。ガバナーはかつて、武器の横流しを行い、さらに協力した友人を口封じのために殺していた。ランドルフによって軍法会議に送られたガバナーは、最終的に証拠不十分で無罪となったが、これによって出世が遅れたとランドルフを逆恨みし、彼を陥れたのだった。
ルフィはガバナーを吹き飛ばし、海軍を破る。ランドルフはルフィたちに助けられ、無事に引退芝居を成し遂げる。
脱出!海軍要塞編 / 海軍要塞ナバロン編（第196話 - 第206話）
空島から帰還した麦わらの一味が着水した場所は、何と海軍G-8支部の大要塞「ナバロン」のど真ん中であった。緊急事態に陥った一味は、一旦メリー号から離れバラバラに避難する。何とか合流し要塞からの脱出を図りたい一味だが、ナバロンの司令官である知将・ジョナサン中将の戦略が一味を追い詰める。
変装して食堂へ入ったルフィとサンジは、厨房を仕切る美人料理長ジェシカに遭遇する。ジェシカから料理勝負を挑まれたサンジは、食材を無駄にしない料理でナバロンのコックたちを圧倒する。一方、看護婦に変装したナミと、箱に隠れたチョッパーは、医務室へと連れていかれる。チョッパーは、医務室長代理を務めていた女医・コバトをサポートし、怪我人の治療を手伝う。その頃、ロビンはナバロンを訪れていた特別監査官・シェパード中佐になりすまし、要塞の情報を入手する。
ルフィとサンジは、捕らわれたゾロとウソップを救出し、4人はメリー号のあるドックを目指す。ナミとチョッパーも、コバトの協力を得てドックに向かう。そこにはドレイク少佐が待ち受けていたが、コバトと彼女の父親である整備士・メカオが起こした混乱に乗じて、ルフィたちはメリー号に乗り込む。ロビンもメリー号へと合流し、一路脱出をはかる。
脱出寸前、ナミは船内に空島で手に入れた黄金がないことに気付く。黄金奪還のため、麦わらの一味は再び要塞へ上陸する。ジョナサンは、黄金をエサにルフィとナミを自室へおびき寄せるが、ナミが海兵たちを打ち倒し、黄金を奪い返す。それでもジョナサンは余裕を見せる。
ジョナサンの作戦通り、夜9時になると起こる引き潮のせいで、メリー号は航行不能に陥る。ジョナサンは完全に包囲し、降伏を勧めてくる。ナバロン不要論を説き、自分だけの力で一味を捕らえようと画策するシェパードは、投降してしまう前に仕留めようと、バズーカ砲で彼らを狙う。ルフィたちは「貝（ダイアル）」とタコバルーンを使って空へと逃げる。ジョナサンはそれを読んでおり、大砲の照準をメリー号に合わさせるが、シェパードが放った砲弾が砲台を破壊してしまう。そしてルフィたちは無事、要塞から脱出を果たす。ルフィを取り逃がしてしまったジョナサンだが、この事件によってナバロンの必要性を示すことができ、さらに内部の結束が固まったと考えていた。
オーシャンズドリーム編 / 記憶喪失編（第220話 - 第224話）
麦わらの一味はとある島の沖に船を止め、一夜を過ごす。朝起きると、ロビンを除く6人が、仲間と出会って以降の記憶を失ってしまっていた。ルフィたちは、タツノオトシゴのような形の笛を吹く少年・ノコが記憶喪失に関わっていることをつきとめる。そして少年の行方を追うため島に上陸するが、島の人々も記憶を失っていた。
ゾロは笛を持つ少年に操られ、ルフィと戦う。一方、少年はただ操られていただけで、記憶を奪ったのはタツノオトシゴだということが判明する。タツノオトシゴは、濃い記憶を食って千年竜になるため、麦わらの一味の記憶を全て奪う。だが、ルフィに吹き飛ばされ、一味の記憶は元に戻った。
アイスハンター編（第326話 - 第335話）
ウォーターセブンを出港した一味は、新世界から逃げ帰ってきたフェニックス海賊団と遭遇する。その時、氷山が浮かぶ海域「氷街道（ひょうかいどう）」を拠点とする賞金稼ぎ一家「アッチーノファミリー」の罠にはまり、海賊旗を奪われてしまう。一味は海賊旗を取り返すため、アッチーノファミリーと対峙する。ナミたちは捕らえられてしまったが、ロビンの手で救出される。同じく海賊旗を奪われたフェニックス海賊団と協力し、アッチーノファミリーのアジト「ラブリーランド」に乗り込む。新世界での戦いで気力を失っていたフェニックス海賊団のパズールであったが、ジローや自分を庇い戦死したビガロのことを思い出し、ルフィたちを援護する。息子達が倒されたことに怒りが頂点に達したボスのドン・アッチーノは体から高温を発する「アツアツの実」の能力で、ルフィと互角に渡り合ったが、海賊を馬鹿にする発言したことで、ルフィの怒りを買い倒された。無事に海賊旗を取り戻したルフィたちはフェニックス海賊団と新世界での再会を約束し別れた。
金獅子の野望編（第426話 - 第429話）
劇場版第10作『ONE PIECE FILM STRONG WORLD』と連動したエピソード。インペルダウン編の途中で、その時点のストーリーとは無関係に挿入された。
Zの野望編（第575話 - 第578話）
劇場版第12作『ONE PIECE FILM Z』と連動したエピソード。魚人島編とパンクハザード編の間に位置する。
シーザー誘拐編（仮称）（第626話 - 第628話）
パンクハザード編とドレスローザ編の間に位置するエピソード。
パンクハザードで科学者シーザー・クラウンの捕縛に成功し、シーザー引き渡しのためドレスローザへ向かう一味は、突如現れた海獣にシーザーを誘拐されてしまう。後を追うルフィ、チョッパー、ローの3人は謎のアジトに潜入し、かつてアラバスタで出会ったクンフージュゴン率いる「海獣海賊団」と遭遇。彼らは人や動物をペットとして服従させられる「ペトペトの実」の能力者ブリードに操られていた。そこへブリードが現われ、ルフィたちもペットにされてしまう。ルフィたちを支配下に置いたブリードはルフィとローに死ぬまで互いを殴り続けろと命じる。二人は体の制御がきかずボロボロになるまで殴り合うが、「ペトペトの実」の弱点を見抜いたローの機転で窮地を脱する。逆上したブリードは自らの肉体を強化し襲いかかるが、ルフィとジュゴンの合体技によって倒される。ブリードの支配から解放されたジュゴンたちは、新たな旅に出発した。
シルバーマイン編（第747話 - 第750話）
劇場版第13作『ONE PIECE FILM GOLD』と連動したエピソード。ドレスローザ編とゾウ編の間に位置する。
海軍超新星（ルーキー）編（第780話 - 第782話）
ゾウ編とホールケーキアイランド編の間に位置するエピソード。
「ゾウ」を出発して早々深刻な食糧難に陥ったルフィたちは、食料を確保するためホールケーキアイランドの近くにある海軍の最前線基地G-F支部に潜入し、海軍の若き実力者たちと相まみえる。
『ONE PIECE STAMPEDE』連動特別編（第895話 - 第896話）
劇場版第14作『ONE PIECE STAMPEDE』と連動したエピソード。ワノ国編の途中で、その時点のストーリーとは無関係に挿入された。
『ONE PIECE FILM RED』連動特別編（第1029話 - 第1030話）
劇場版第15作『ONE PIECE FILM RED』と連動したエピソード。ワノ国編の途中で、その時点のストーリーとは無関係に挿入された。

## 番外編スペシャル
- ルフィ落下! 秘境・海のヘソの大冒険（2000年12月20日）
- 大海原にひらけ! でっかいでっカイ父の夢（2003年4月6日）
- 守れ! 最後の大舞台（2003年12月14日）
- ワンピース時代劇（2005年 - 2009年）
- 麦わら劇場、チョッパーマン（2006年 - 2007年）
- ドリーム9 トリコ＆ワンピース＆ドラゴンボールZ 超コラボスペシャル!!（2013年4月7日）[42] - 『トリコ』、『ドラゴンボールZ』とのコラボレーションアニメ。
- ROMANCE DAWN（2019年10月20日）[43] - 読み切り漫画『ROMANCE DAWN』のアニメ化作品。
- ONE PIECE FAN LETTER（2024年10月20日）[44] - アニメ25周年記念作品。小説『ONE PIECE novel 麦わらストーリーズ』を原案とする。

### 土曜プレミアム
フジテレビ系列の単発特別番組枠「土曜プレミアム」で放送されたスペシャル番組。
- ONE PIECE エピソードオブナミ 〜航海士の涙と仲間の絆〜（2012年8月25日）
- ONE PIECE エピソードオブルフィ 〜ハンドアイランドの冒険〜（2012年12月15日）[45]
- ONE PIECE エピソードオブメリー 〜もうひとりの仲間の物語〜（2013年8月24日）[46]
- ONE PIECE “3D2Y” エースの死を越えて! ルフィ仲間との誓い（2014年8月30日）
- ONE PIECE エピソードオブサボ 〜3兄弟の絆 奇跡の再会と受け継がれる意志〜（2015年8月22日）[47]
- ONE PIECE 〜アドベンチャー オブ ネブランディア〜（2015年12月19日）[48]
- ONE PIECE 〜ハートオブ ゴールド〜（2016年7月16日）
- ONE PIECE エピソードオブ東の海 〜ルフィと4人の仲間の大冒険!!〜（2017年8月26日）[49]
- ONE PIECE エピソードオブ空島（2018年8月25日）[50]

### ワンピース キャラクターズLog
『ワンピース キャラクターズLog』は、映画『ONE PIECE FILM GOLD』公開記念として放送された、麦わらの一味9人に焦点を当てた総集編（関東ローカル）。全9話。ナレーションはバルトロメオ（声 - 森久保祥太郎）。また2016年7月16日より「フジテレビオンデマンド」にて2週間限定で無料配信された。8月26日より2話分（ロビン編・フランキー編・ブルック編は3話収録）を収録したDVDが発売。
| 話数  | キャラクター | 放送日                    | DVD発売日      |
| ----- | ------------ | ------------------------- | -------------- |
| 第1回 | ルフィ編     | 2016年6月20日（19日深夜） | 2016年8月26日  |
| 第2回 | ゾロ編       | 2016年6月30日（29日深夜） | 2016年8月26日  |
| 第3回 | ナミ編       | 2016年7月4日（3日深夜）   | 2016年8月26日  |
| 第4回 | ウソップ編   | 2016年7月18日（17日深夜） | 2016年8月26日  |
| 第5回 | サンジ編     | 2016年7月25日（24日深夜） | 2016年9月23日  |
| 第6回 | チョッパー編 | 2016年8月8日（7日深夜）   | 2016年9月23日  |
| 第7回 | ロビン編     | 2016年8月15日（14日深夜） | 2016年10月28日 |
| 第8回 | フランキー編 | 2016年8月22日（21日深夜） | 2016年10月28日 |
| 第9回 | ブルック編   | 2016年9月12日（11日深夜） | 2016年10月28日 |

## スタッフ
- 原作 - 尾田栄一郎（集英社「週刊少年ジャンプ」連載）
- 企画
  - フジテレビ - 鈴木吉弘（第1話 - 第47話）→金田耕司（第48話 - 第106話）→熊谷剛（第107話 - 第132話）→松崎容子（第133話 - 第240話）→渋谷謙太郎（第241話 - 第368話）→情野誠人（第369話 - 第604話・第612話 - 第614話）→髙木明梨須（第591話 - 第652話）→狩野雄太（第653話 - 第985話）→江花松樹（第986話 - 第1030話[注 16]）→日高峻（第1031話 - ）
  - 東映アニメーション - 清水慎治（第1話 - 第228話）→梅澤淳稔（第229話 - 第298話）→浅間陽介（第279話 - 第368話）→柴田宏明（第369話 - 第530話・第927話 - 第1063話）、櫻田博之（第531話 - 第734話・第854話 - 第926話）、小山弘起（第683話 - 第853話）[注 17]、寺本知資（第1014話 - 第1045話・第1089話）、小池隆太（第1064話 - ）
- プロデューサー[注 18] - 寺本知資（第1046話 - 第1088話）、橋本信太郎（第1089話）、小林美姫（第1089話）
- 宣伝プロデューサー - 小林美姫（第1074話 - 第1088話）
- シリーズ構成 - 武上純希（第1話 - 第195話[注 19][53]）→上坂浩彦（第196話 - 第798話[注 20]）→米村正二（第799話 - [注 21]）、田中仁（第1030話）
- 音楽 - 田中公平、浜口史郎
- 製作担当→ラインプロデューサー - 樋口宗久（第1話 - 第115話）→藤岡和実（第40話 - 第302話）、坂本憲生知（第270話 - 第298話）→松坂一光（第303話 - 第425話）→黒木耕次郎（第426話 - 第584話[注 22]）→稲垣哲雄（第579話 - 第692話）→吉田智哉（第693話 - 第961話）→赤堀哲嗣（第807話 - ）、時田隼人（第1123話 - ）
- キャラクターデザイン - 小泉昇（第1話 - 第425話）→久田和也（第385話 - 第891話）[注 23]→松田翠（第780話 - 第782話・第892話 - ）
- キャラクターデザイン補佐[注 24] - 髙木雅之（第892話 - 第894話）、太田朝子、高橋成美
- 総作画監督[注 25] - 久田和也（第575話 - 第782話）→市川慶一（第783話 - [注 26]）、松田翠（第780話 - 第782話・第899話 - [注 27]）、涂泳策[54]（第1033話 - ）
- 美術デザイン - 吉池隆司
- 美術監督[注 28] - 本間禎章（第892話 - [注 26]）、吉池隆司（第895話・第896話）、黄国威（第1031話 - ）
- 色彩設定→色彩設計[注 29] - 塚田劭（第1話 - 第312話）→堀田哲平（第313話 - [注 30]）、永井留美子（第926話 - 第1122話）
- 撮影監督[注 31] - 大西弘悟（第730話 - 第891話）→千葉秀樹（第892話 - 第917話[注 26]）→保坂友哉（第918話 - ）、石山智之（第1014話）、石津剛志（第1123話 - ）

- 撮影監修 - 和田尚之（第892話 - ）
- 撮影監督補佐 - 小島千幸（第892話 - 第986話）→小川庵（第987話 - ）、石津剛志（第1046話 - 第1122話）
- シリーズディレクター - 宇田鋼之介（第1話 - 第278話）、志水淳児（第131話 - 第159話）→境宗久（第244話 - 第372話）→宮元宏彰（第352話 - 第679話）[注 32]→深澤敏則（第663話 - 第891話）[注 33]→長峯達也（第780話 - 第782話・第892話 - 第1122話）、暮田公平 (第892話 - 第1030話[注 16]）、小牧文（第892話 - 第961話）、伊藤聡伺（第780話 - 第782話・第962話 - ）、小山保徳（第1031話 - ）[注 34]、松實航（第1123話 - ）
- 編集 - 福光伸一（第1話 - 第203話）→後藤正浩（第204話 - 第345話）→牧信公（第346話 - [注 35]）→吉田公紀（第1089話）
- プロデューサー補[注 36]
  - フジテレビ - 出樋昌稔（第653話 - 第741話）→古川周
  - 東映アニメーション - 鷲尾天（第1話 - 第64話）→山岡英仁（第169話 - 第189話）→小原康平（第241話 - 253話、TVSP4）→寺本知資（第653話 - 第672話・第994話 - 第1013話）→小山弘起（第668話 - 第682話）→橋本信太郎（第935話 - 第1004話）→泉圭祐（第1043話 - 第1115話）→和田陸、田路功樹（第1123話 - ）
- 広報 - 為永佐知男（第1話 - 第79話）→北野あすか（第80話 - 第126話）→正岡高子（第127話 - 第278話）→遠藤恵（第279話 - 第408話）→田中杏子（第409話 - 第460話）→瀬田裕幸（第461話 - 第482話）→熊谷知子（第483話 - 第652話）→山本麻未子（第653話 - 第734話・第1011話 - 第1030話[注 16]）→清田美智子（第735話 - 第757話）→太田真紀子（第758話 - 第891話）→瀬川ネリ（第892話 - 第1010話）、北村桃子（第1031話 - 第1070話）→ 竹田恵理子（第1071話）→小山雅浩（フジテレビ）、加藤美穂子（ - 第882話）→小林美姫（第883話 - ）、中台郁美
- 音響効果 - 新井秀徳（フィズサウンドクリエイション→JetSoundEngine）
- 選曲 - 神保直史（オーディオ・タナカ→美星）
- 録音調整 - 二宮健治（第1話 - 第230話）→渡辺絵里奈（第231話 - [注 37]）
- 録音スタジオ - タバック（第1話 - 第721話・第882話 - ）、スリーエススタジオ（第722話 - 第881話）
- 音響制作 - タバック（第722話 - 第881話）
- オンライン編集 - TOVIC→東映デジタルラボ[注 38]、原田侑→小山雅史
- 制作協力 - 東映（第1話 - 第806話）
- 制作 - フジテレビ、東映アニメーション、ASATSU-DK→ADK→ADKエモーションズ（非クレジット）[55] [注 39]

## 放送局
全て日本標準時（JST）、2025年4月現在。解説放送・連動データ放送は同時ネット局のみ実施。字幕放送はフジテレビ系列・BSフジのみ実施。
| 放送地域       | 放送局                            | 放送日時                     | 系列                                         | ネット状況 | 備考                |
| -------------- | --------------------------------- | ---------------------------- | -------------------------------------------- | ---------- | ------------------- |
| 関東広域圏     | フジテレビ（CX）                  | 日曜 23:15 - 23:45           | フジテレビ系列                               | 製作局     |                     |
| 北海道         | 北海道文化放送（uhb）             | 日曜 23:15 - 23:45           | フジテレビ系列                               | 同時ネット | [ 注 40 ]           |
| 岩手県         | 岩手めんこいテレビ（mit）         | 日曜 23:15 - 23:45           | フジテレビ系列                               | 同時ネット | [ 注 41 ]           |
| 宮城県         | 仙台放送（OX）                    | 日曜 23:15 - 23:45           | フジテレビ系列                               | 同時ネット | [ 注 42 ]           |
| 秋田県         | 秋田テレビ（AKT）                 | 日曜 23:15 - 23:45           | フジテレビ系列                               | 同時ネット | [ 注 43 ]           |
| 山形県         | さくらんぼテレビ（SAY）           | 日曜 23:15 - 23:45           | フジテレビ系列                               | 同時ネット | [ 注 44 ]           |
| 福島県         | 福島テレビ（FTV）                 | 日曜 23:15 - 23:45           | フジテレビ系列                               | 同時ネット | [ 注 45 ]           |
| 新潟県         | NST新潟総合テレビ（NST）          | 日曜 23:15 - 23:45           | フジテレビ系列                               | 同時ネット | [ 注 46 ] [ 注 47 ] |
| 長野県         | 長野放送（NBS）                   | 日曜 23:15 - 23:45           | フジテレビ系列                               | 同時ネット | [ 注 48 ]           |
| 静岡県         | テレビ静岡（SUT）                 | 日曜 23:15 - 23:45           | フジテレビ系列                               | 同時ネット | [ 注 49 ]           |
| 富山県         | 富山テレビ（BBT）                 | 日曜 23:15 - 23:45           | フジテレビ系列                               | 同時ネット | [ 注 50 ]           |
| 石川県         | 石川テレビ（ITC）                 | 日曜 23:15 - 23:45           | フジテレビ系列                               | 同時ネット | [ 注 51 ]           |
| 福井県         | 福井テレビ（FTB）                 | 日曜 23:15 - 23:45           | フジテレビ系列                               | 同時ネット | [ 注 52 ]           |
| 中京広域圏     | 東海テレビ（THK）                 | 日曜 23:15 - 23:45           | フジテレビ系列                               | 同時ネット | [ 注 53 ]           |
| 近畿広域圏     | 関西テレビ（KTV）                 | 日曜 23:15 - 23:45           | フジテレビ系列                               | 同時ネット | [ 注 54 ]           |
| 島根県・鳥取県 | さんいん中央テレビ（TSK）         | 日曜 23:15 - 23:45           | フジテレビ系列                               | 同時ネット | [ 注 55 ]           |
| 岡山県・香川県 | 岡山放送（OHK）                   | 日曜 23:15 - 23:45           | フジテレビ系列                               | 同時ネット | [ 注 56 ]           |
| 広島県         | テレビ新広島（tss）               | 日曜 23:15 - 23:45           | フジテレビ系列                               | 同時ネット | [ 注 57 ]           |
| 愛媛県         | テレビ愛媛（EBC）                 | 日曜 23:15 - 23:45           | フジテレビ系列                               | 同時ネット | [ 注 58 ]           |
| 高知県         | 高知さんさんテレビ（KSS）         | 日曜 23:15 - 23:45           | フジテレビ系列                               | 同時ネット | [ 注 59 ]           |
| 福岡県         | テレビ西日本（TNC）               | 日曜 23:15 - 23:45           | フジテレビ系列                               | 同時ネット | [ 注 60 ]           |
| 佐賀県         | サガテレビ（STS）                 | 日曜 23:15 - 23:45           | フジテレビ系列                               | 同時ネット | [ 注 61 ]           |
| 長崎県         | テレビ長崎（KTN）                 | 日曜 23:15 - 23:45           | フジテレビ系列                               | 同時ネット | [ 注 62 ]           |
| 熊本県         | テレビ熊本（TKU）                 | 日曜 23:15 - 23:45           | フジテレビ系列                               | 同時ネット | [ 注 63 ]           |
| 鹿児島県       | 鹿児島テレビ（KTS）               | 日曜 23:15 - 23:45           | フジテレビ系列                               | 同時ネット | [ 注 64 ]           |
| 沖縄県         | 沖縄テレビ（OTV）                 | 日曜 23:15 - 23:45           | フジテレビ系列                               | 同時ネット | [ 注 65 ]           |
| 宮崎県         | テレビ宮崎（UMK）                 | 日曜 7:30 - 8:00             | フジテレビ系列 日本テレビ系列 テレビ朝日系列 | 遅れネット | [ 注 66 ] [ 注 67 ] |
| 山口県         | 山口放送（KRY）                   | 火曜 1:54 - 2:24（月曜深夜） | 日本テレビ系列                               | 遅れネット | [ 注 68 ]           |
| 日本全域       | BSフジ                            | 火曜 0:30 - 1:00（月曜深夜） | BS放送                                       | 遅れネット | [ 注 69 ]           |
| 日本全域       | フジテレビTWO ドラマ・アニメ      | 日曜 8:30 - 8:55             | CS放送                                       | 遅れネット | [ 注 70 ]           |
| 日本全域       | フジテレビNEXT ライブ・プレミアム | 金曜 0:00 - 0:30（木曜深夜） | CS放送                                       | 遅れネット | [ 注 71 ]           |

- 放送開始から2025年3月30日までネット局では【お子さまへ!テレビをみるときは、へやを明るくして、できるだけはなれてみてください】と視聴注意を促すテロップが表示されていたが、日曜23時台に移動後は表示されていない。
- 日曜23時台に移動後の同時ネット局ではエンドカード後に「すぽると!」のジャンクションが放送される。
- 2018年4月8日以降、最新話は放送当日から1週間「TVer」で無料配信される[62]。過去の放送話は有料コンテンツとしてFOD等で配信されている。

ローカルセールス時代の備考
- スポンサーと字幕放送の有無がそれぞれ異なっていたが、字幕放送に関しては2023年現在、上記の通りフジテレビ系列局ではクロスネット局・BS含め全局実施している。
- 長野放送・富山テレビでは、2006年9月末を以って放送が打ち切られた後、2011年春に再開された。その間の4年半分のエピソードは未放送だった。
- 秋田テレビでは、2006年9月末を以って放送が打ち切られた後、2013年5月に再開された。その間の6年7ヶ月分のエピソードは未放送だった。
- 中国地方の3局（テレビ新広島・岡山放送・さんいん中央テレビ）では本来のネット時間帯に本作開始以前から長年に渡りテレビ新広島制作・中国電力一社提供のブロックネット番組が編成されていた関係で遅れネットとなっていたが、同社提供番組『そ〜だったのかンパニー』が2024年4月よりテレビ新広島・岡山放送では8:25 - 8:55、さんいん中央テレビでは8:30 - 9:00に移動するため、3局とも放送枠交換する形で同時ネットとなった。このうちテレビ新広島のみ完全スポンサードネットだったが、岡山放送・さんいん中央テレビは番組販売扱いだった。
- 2017年9月までフジテレビとの同時ネット局では番組終了後、CMをはさまずに『ワイドナショー』[注 72]に接続していた。

### 過去に放送されていた局
※いずれの局も遅れネット。
| 放送地域 | 放送局            | 打ち切り時点での放送日時     | 系列                          | 備考      |
| -------- | ----------------- | ---------------------------- | ----------------------------- | --------- |
| 青森県   | 青森テレビ（ATV） | 木曜 1:29 - 1:59（水曜深夜） | TBS系列                       | [ 注 73 ] |
| 山梨県   | 山梨放送（YBS）   | 土曜 5:30 - 5:59             | 日本テレビ系列                | [ 注 74 ] |
| 大分県   | テレビ大分（TOS） | 月曜 16:25 - 16:55           | 日本テレビ系列 フジテレビ系列 | [ 注 75 ] |
| 大分県   | 大分放送（OBS）   | 日曜 2:28 - 2:58（土曜深夜） | TBS系列                       | [ 注 76 ] |

## 映像ソフト

### テレビシリーズ
テレビシリーズのVHS・DVD・Blu-rayはすべてエイベックス・ピクチャーズ（2014年6月まではavex mode）より発売されている。VHSは、1stシーズンから3rdシーズンまではレンタル・セル共に発売されていたが、4thシーズン以降はレンタル版のみとなり、現在は発売されず15thシーズンまではDVDのみで発売。16thシーズンからはBlu-ray版も発売された。Blu-rayはセルのみ、DVDはレンタル・セル共に発売されている。
本作品はソフト化に大幅な遅延が起こっている。1か月に4 - 5話放送されるのに対し、基本的にソフト1巻に3話収録のため、毎月1話のペースでソフト化が遅れることとなる。長年テレビ放送とDVDの差は開き、2010年12月の時点では本放送時からDVDの発売までに1年11か月の遅れが発生した。しかし、11thシーズン（2011年1月発売）からは1巻4 - 5話収録となり、また11thシーズンから13thシーズンまでは2巻同時発売となっていたため差は徐々に縮まっていき、13thシーズン最終巻のDVD（2011年9月発売）では遅れは1年2か月まで縮まった。
先述のとおり、レンタルDVDではテレビ本放送でアスペクト比16:9で放送された話が4:3サイズにサイドカットして収録されている状態が長らく続いていたが、12thシーズンより16:9での収録となった（セルDVDは8thシーズンより16:9で収録）。

### ONE PIECE Characters Log
『ONE PIECE Characters Log』（ワンピース キャラクターズログ）は、劇場版『ONE PIECE FILM GOLD』公開を記念した総集編DVD。各キャラクター一人に焦点を当て、登場時点からドレスローザ編までの名シーンや明台詞を振り返る内容となっている。
| タイトル                   | 発売日         | 規格品番   |
| -------------------------- | -------------- | ---------- |
| ルフィ&ゾロ                | 2016年8月26日  | EYBA-11097 |
| ナミ&ウソップ              | 2016年8月26日  | EYBA-11098 |
| サンジ&チョッパー          | 2016年9月23日  | EYBA-11099 |
| ロビン&フランキー&ブルック | 2016年10月28日 | EYBA-11100 |

### ONE PIECE Log Collection
『ONE PIECE Log Collection』（ワンピース ログコレクション）は、テレビシリーズをエピソードごとにまとめたDVD-BOX。放送10周年記念として2010年より発売されている。
発売前にシリーズ合計10万セット以上の予約があり、『EAST BLUE』・『SANJI』は2010年7月22日付オリコンDVDデイリーランキングアニメ部門と8月2日付オリコン週間DVDランキングアニメ部門で1位・2位を独占。オリコン週間DVD総合ランキングでも2位・3位となった。また、『GOD』・『ROCKET MAN』（初動1.9万枚売り上げ）・『FRANKY』も、週間DVDランキング総合首位を獲得した。2013年にはシリーズ累計100万本を突破した。
|    | タイトル          | 収録話                                               | シーズン                         | 発売日         |
| -- | ----------------- | ---------------------------------------------------- | -------------------------------- | -------------- |
| 1  | EAST BLUE         | 第1話 - 第17話                                       | 東の海編                         | 2010年7月23日  |
| 2  | SANJI             | 第18話 - 第30話                                      | 東の海編                         | 2010年7月23日  |
| 3  | NAMI              | 第31話 - 第44話                                      | 東の海編                         | 2010年8月27日  |
| 4  | LOGUE TOWN        | 第45話 - 第61話                                      | 東の海編                         | 2010年8月27日  |
| 5  | GRAND LINE        | 第62話 - 第77話                                      | グランドライン突入編             | 2010年12月22日 |
| 6  | CHOPPER           | 第78話 - 第92話                                      | チョッパー登場・冬島編           | 2010年12月22日 |
| 7  | ARABASTA          | 第93話 - 第110話                                     | アラバスタ編                     | 2011年1月28日  |
| 8  | VIVI              | 第111話 - 第130話                                    | アラバスタ編                     | 2011年1月28日  |
| 9  | SKYPIEA           | 第144話 - 第159話                                    | 空島編                           | 2011年6月24日  |
| 10 | GOD               | 第160話 - 第179話                                    | 空島編                           | 2011年7月22日  |
| 11 | BELL              | 第180話 - 第195話                                    | 空島編                           | 2011年8月26日  |
| 12 | NAVARON           | 第196話 - 第206話                                    | 脱出!海軍要塞&フォクシー海賊団編 | 2011年8月26日  |
| 13 | FOXY              | 第207話 - 第228話                                    | 脱出!海軍要塞&フォクシー海賊団編 | 2011年12月21日 |
| 14 | WATER SEVEN       | 第229話 - 第247話                                    | ウォーターセブン編               | 2011年12月21日 |
| 15 | ROCKET MAN        | 第248話 - 第263話                                    | ウォーターセブン編               | 2012年1月27日  |
| 16 | NICO・ROBIN       | 第264話 - 第284話                                    | エニエス・ロビー編               | 2012年7月27日  |
| 17 | CP9               | 第285話 - 第306話                                    | エニエス・ロビー編               | 2012年7月27日  |
| 18 | FRANKY            | 第307話 - 第325話                                    | エニエス・ロビー編               | 2012年8月24日  |
| 19 | THRILLER BARK     | 第337話 - 第349話                                    | スリラーバーク編                 | 2012年8月24日  |
| 20 | OHZ               | 第350話 - 第363話                                    | スリラーバーク編                 | 2012年12月21日 |
| 21 | BROOK             | 第364話 - 第381話                                    | スリラーバーク編                 | 2012年12月21日 |
| 22 | SABÃODY           | 第384話 - 第393話                                    | シャボンディ諸島編               | 2013年7月26日  |
| 23 | ROOKIES           | 第394話 - 第405話                                    | シャボンディ諸島編               | 2013年8月23日  |
| 24 | HANCOCK           | 第408話 - 第421話                                    | 女ヶ島編                         | 2013年12月20日 |
| 25 | IMPEL DOWN        | 第422話 - 第441話                                    | インペルダウン編                 | 2014年7月25日  |
| 26 | MAGELLAN          | 第442話 - 第458話                                    | インペルダウン編                 | 2014年7月25日  |
| 27 | MARINEFORD        | 第459話 - 第476話                                    | マリンフォード編                 | 2014年8月22日  |
| 28 | ACE               | 第477話 - 第496話                                    | マリンフォード編                 | 2014年8月22日  |
| 29 | PROMISE           | 第497話 - 第516話                                    | マリンフォード編                 | 2014年9月26日  |
| 30 | FISH-MAN ISLAND   | 第517話 - 第535話                                    | 魚人島編                         | 2015年8月28日  |
| 31 | SHIRAHOSHI        | 第536話 - 第554話                                    | 魚人島編                         | 2015年9月25日  |
| 32 | NOAH              | 第555話 - 第573話                                    | 魚人島編                         | 2015年12月25日 |
| 33 | PUNK HAZARD       | 第574話 - 第594話                                    | パンクハザード編                 | 2016年7月22日  |
| 34 | LABORATORY        | 第595話 - 第611話                                    | パンクハザード編                 | 2016年8月26日  |
| 35 | CAESAR. CROWN     | 第612話 - 第628話                                    | パンクハザード編                 | 2016年9月23日  |
| 36 | DRESSROSA         | 第629話 - 第644話                                    | ドレスローザ編                   | 2017年7月28日  |
| 37 | COLOSSEUM         | 第645話 - 第661話                                    | ドレスローザ編                   | 2017年8月25日  |
| 38 | SOP               | 第662話 - 第678話                                    | ドレスローザ編                   | 2017年12月22日 |
| 39 | SABO              | 第679話 - 第695話                                    | ドレスローザ編                   | 2018年1月26日  |
| 40 | CORAZON           | 第696話 - 第708話                                    | ドレスローザ編                   | 2018年7月27日  |
| 41 | BIRDCAGE          | 第709話 - 第720話                                    | ドレスローザ編                   | 2018年7月27日  |
| 42 | DOFLAMINGO        | 第721話 - 第733話                                    | ドレスローザ編                   | 2018年8月24日  |
| 43 | FUJITORA          | 第734話 - 第746話                                    | ドレスローザ編                   | 2018年9月28日  |
| 44 | ZOU               | 第751話 - 第760話                                    | ゾウ編                           | 2019年7月26日  |
| 45 | MINK              | 第761話 - 第771話                                    | ゾウ編                           | 2019年8月30日  |
| 46 | JACK              | 第772話 - 第782話                                    | ゾウ編                           | 2019年9月27日  |
| 47 | WHOLE CAKE ISLAND | 第783話 - 第796話                                    | ホールケーキアイランド編         | 2020年6月26日  |
| 48 | GERMA             | 第797話 - 第809話                                    | ホールケーキアイランド編         | 2020年7月31日  |
| 49 | PUDDING           | 第810話 - 第822話                                    | ホールケーキアイランド編         | 2020年8月28日  |
| 50 | WEDDING           | 第823話 - 第835話                                    | ホールケーキアイランド編         | 2020年9月25日  |
| 51 | BIG MOM           | 第836話 - 第849話                                    | ホールケーキアイランド編         | 2021年6月25日  |
| 52 | KATAKURI          | 第850話 - 第863話                                    | ホールケーキアイランド編         | 2021年7月30日  |
| 53 | SNAKEMAN          | 第864話 - 第877話                                    | ホールケーキアイランド編         | 2021年8月27日  |
| 54 | LEVELY            | 第878話 - 第891話                                    | ホールケーキアイランド編         | 2021年9月24日  |
| 55 | WANOKUNI          | 第892話 - 第905話                                    | ワノ国編                         | 2022年6月24日  |
| 56 | KIN'EMON          | 第906話 - 第917話                                    | ワノ国編                         | 2022年7月29日  |
| 57 | HANANOMIYAKO      | 第918話 - 第929話                                    | ワノ国編                         | 2022年8月26日  |
| 58 | UDON              | 第930話 - 第943話                                    | ワノ国編                         | 2022年9月30日  |
| 59 | HIYORI            | 第944話 - 第956話                                    | ワノ国編                         | 2022年10月28日 |
| 60 | KURI              | 第957話 - 第965話                                    | ワノ国編                         | 2023年6月30日  |
| 61 | ODEN              | 第966話 - 第976話                                    | ワノ国編                         | 2023年7月28日  |
| 62 | JINBE             | 第977話 - 第989話                                    | ワノ国編                         | 2023年8月25日  |
| 63 | YAMATO            | 第990話 - 第1004話                                   | ワノ国編                         | 2023年9月29日  |
| 64 | KORIONI           | 第1005話 - 第1018話                                  | ワノ国編                         | 2024年6月26日  |
| 65 | KAIDOU            | 第1019話 - 第1033話                                  | ワノ国編                         | 2024年7月31日  |
| 66 | DEMON             | 第1034話 - 第1045話                                  | ワノ国編                         | 2024年8月28日  |
| 67 | QUEEN             | 第1046話 - 第1055話                                  | ワノ国編                         | 2025年6月25日  |
| 68 | KING              | 第1056話 - 第1067話                                  | ワノ国編                         | 2025年7月30日  |
| 69 | GEAR5             | 第1068話 - 第1077話                                  | ワノ国編                         | 2025年8月27日  |
| 70 | MOMONOSUKE        | 第1078話 - 第1088話                                  | ワノ国編                         | 2025年9月24日  |
| SP | JIDAIGEKI         | TVSP4、第291話、 第292話、第303話、 第406話、第407話 | 番外編（ワンピース時代劇）       | 2015年10月23日 |

|   | タイトル             | 収録作品 | 発売日        |
| - | -------------------- | --- | ------------- |
| 1 | Episode of EASTBLUE  | ONE PIECE エピソードオブ東の海 〜ルフィと4人の仲間の大冒険!!〜 ONE PIECE エピソードオブナミ 〜航海士の涙と仲間の絆〜 ONE PIECE THE MOVIE エピソードオブチョッパー+ 冬に咲く、奇跡の桜 ONE PIECE エピソードオブアラバスタ 砂漠の王女と海賊たち | 2019年3月29日 |
| 2 | Episode of GRANDLINE | ONE PIECE エピソードオブ空島 ONE PIECE エピソードオブメリー 〜もうひとりの仲間の物語〜 ONE PIECE “3D2Y” エースの死を越えて! ルフィ仲間との誓い                                                                                                | 2019年4月26日 |
| 3 | Episode of NEWWORLD  | ONE PIECE エピソードオブルフィ 〜ハンドアイランドの冒険〜 ONE PIECE エピソードオブサボ 〜3兄弟の絆 奇跡の再会と受け継がれる意志〜 ONE PIECE 〜アドベンチャー オブ ネブランディア〜 ONE PIECE 〜ハートオブ ゴールド〜                          | 2019年5月24日 |

### ONE PIECE Eternal Log
『ONE PIECE Eternal Log』（ワンピース エターナルログ）は、テレビシリーズをシーズンごとにまとめたBD-BOX。2021年より発売。
|    | タイトル         | 収録話            | シーズン                                                 | 発売日        | 規格品番   |
| -- | ---------------- | ----------------- | -------------------------------------------------------- | ------------- | ---------- |
| 1  | EAST BLUE        | 第1話 - 第61話    | 東の海編                                                 | 2021年1月22日 | EYXA-13205 |
| 2  | ARABASTA         | 第62話 - 第130話  | グランドライン突入編 チョッパー登場・冬島編 アラバスタ編 | 2021年7月23日 | EYXA-13248 |
| 3  | SKYPIEA          | 第144話 - 第228話 | 空島編 脱出!海軍要塞&フォクシー海賊団編                  | 2022年1月28日 | EYXA-13452 |
| 4  | WATER SEVEN      | 第229話 - 第335話 | ウォーターセブン編 エニエス・ロビー編                    | 2022年7月22日 | EYXA-13885 |
| 5  | THRILLER BARK    | 第337話 - 第421話 | スリラーバーク編 シャボンディ諸島編 女ヶ島編             | 2023年1月27日 | EYXA-13841 |
| 6  | MARINE FORD      | 第422話 - 第516話 | インペルダウン編 マリンフォード編                        | 2023年7月21日 | EYXA-13986 |
| 7  | FISH-MAN ISLAND  | 第517話 - 第574話 | 魚人島編                                                 | 2024年1月26日 | EYXA-14194 |
| 8  | PUNK HAZARD      | 第579話 - 第628話 | パンクハザード編                                         | 2024年7月24日 | EYXA-14341 |
| 9  | DRESS ROSA（上） |                   | ドレスローザ編                                           | 2025年1月29日 | EYXA-14462 |
| 10 | DRESS ROSA（下） |                   | ドレスローザ編                                           | 2025年7月30日 | EYXA-14464 |

## 劇場版
映画は東映が配給・制作、東映アニメーション、バンダイ、集英社、フジテレビジョン、バンダイナムコエンターテインメント、ADKエモーションズ、電通が一部の作品を除き、制作および制作参加に関わる。
|    | タイトル                                                         | 公開日         | 監督       | 脚本              | 興行収入  | 同時上映短編作品           |
| -- | ---------------------------------------------------------------- | -------------- | ---------- | ----------------- | --------- | -------------------------- |
| 1  | ONE PIECE                                                        | 2000年3月4日   | 志水淳児   | 島田満            | 21.6億円  |                            |
| 2  | ONE PIECE ねじまき島の冒険                                       | 2001年3月3日   | 志水淳児   | 橋本裕志          | 30億円    | ジャンゴのダンスカーニバル |
| 3  | ONE PIECE 珍獣島のチョッパー王国                                 | 2002年3月2日   | 志水淳児   | 橋本裕志          | 20億円    | 夢のサッカー王!            |
| 4  | ONE PIECE THE MOVIE デッドエンドの冒険                           | 2003年3月1日   | 宇田鋼之介 | 菅良幸            | 20億円    |                            |
| 5  | ONE PIECE 呪われた聖剣                                           | 2004年3月6日   | 竹之内和久 | 菅良幸            | 18億円    | めざせ!海賊野球王          |
| 6  | ONE PIECE THE MOVIE オマツリ男爵と秘密の島                       | 2005年3月5日   | 細田守     | 伊藤正宏          | 12億円    |                            |
| 7  | ONE PIECE THE MOVIE カラクリ城のメカ巨兵                         | 2006年3月4日   | 宇田鋼之介 | 伊藤正宏          | 9億円     |                            |
| 8  | ONE PIECE エピソードオブアラバスタ 砂漠の王女と海賊たち          | 2007年3月3日   | 今村隆寛   | 上坂浩彦          | 9億円     |                            |
| 9  | ONE PIECE THE MOVIE エピソードオブチョッパー+ 冬に咲く、奇跡の桜 | 2008年3月1日   | 志水淳児   | 上坂浩彦          | 9.2億円   |                            |
| 10 | ONE PIECE FILM STRONG WORLD                                      | 2009年12月12日 | 境宗久     | 上坂浩彦          | 48億円    |                            |
| 11 | ONE PIECE 3D 麦わらチェイス                                      | 2011年3月19日  | 佐藤宏幸   | 堤泰之            | 7.9億円   |                            |
| 12 | ONE PIECE FILM Z                                                 | 2012年12月15日 | 長峯達也   | 鈴木おさむ        | 68.7億円  |                            |
| 13 | ONE PIECE FILM GOLD                                              | 2016年7月23日  | 宮元宏彰   | 黒岩勉            | 51.8億円  |                            |
| 14 | ONE PIECE STAMPEDE                                               | 2019年8月9日   | 大塚隆史   | 冨岡淳広 大塚隆史 | 55.5億円  |                            |
| 15 | ONE PIECE FILM RED                                               | 2022年8月6日   | 谷口悟朗   | 黒岩勉            | 203.3億円 |                            |

- 第1作から第3作は東映アニメフェアの一作として上映。第4作からは単独上映の長編となった。
- 8作目はアラバスタ編、9作目はドラム編の原作リメイク作品。
- 10作目は、原作者・尾田栄一郎が製作総指揮を務める記念的作品となった。当初は例年通り春休み（3月）に公開予定と告知されていたものの、一時公開見送りとなり、改めて2009年12月公開となった。本作以降は公開時期が不定期となる。
- 11作目はフルCG・デジタル3D映画の短編作品で、『サバイバルの海 超新星編』として最後の作品。
- 12作目以降は『最後の海 新世界編』となり、尾田が全ての作品の製作に携わる（12作目・13作目・15作目は総合プロデューサー、14作目は監修として参加）。

## 他媒体作品

### イベント上映作品
- ONE PIECE 倒せ!海賊ギャンザック（1998年）

テレビアニメ放映以前の「ジャンプスーパーアニメツアー'98」上映作品。Production I.G製作であり、声優やスタッフはテレビアニメ版とは大幅に異なる。
- ONE PIECE ロマンス ドーン ストーリー（2008年）

「ジャンプスーパーアニメツアー08」で上映された、読み切り版を原案とした作品。
- ONE PIECE グランドラインの冒険

2002年7月にサンリオピューロランドとハーモニーランドの「夢のタイムマシン」で上映された3Dシアター。2002年7月から9月までは限定立体イベントとして「出発!麦わら海賊団〜君も海賊王を目指せ!〜」も開催された。
- ONE PIECE 3D 激走!トラップコースター

2011年12月より上映開始の3Dシアター。

### OVA
- ONE PIECE FILM STRONG WORLD EPISODE:0

劇場版第10作連動企画として製作されたOVA。劇場配布された第0巻のアニメ化作品。
- 潜入!!サウザンド・サニー号

劇場版第11作と日産・セレナとのコラボ企画アニメ。

### プラネタリウム
- ONE PIECE 〜宇宙っておっもしれえ! 星空島編〜

2007年5月より上映のプラネタリウム上映映画。上映時間29分。星空島という島でのオリジナルエピソード。
- ONE PIECE THE PLANETARIUM（ワンピース・ザ・プラネタリウム）

2013年7月13日よりコニカミノルタプラネタリウム“満天”in Sunshine City他で上映。全天周対応番組・全天フルCGアニメーション。上映時間25分/33分。コニカミノルタプラネタリウム配給。

### THE ONE PIECE
『THE ONE PIECE』（ザ ワンピース）は、原作を「東の海編」から再アニメ化する新アニメシリーズ。2023年12月17日、幕張メッセで開催された「ジャンプフェスタ2024」にて制作が発表された。アニメーション制作はWIT STUDIOが担当し、Netflixにて配信される。
| 原作                                 | 尾田栄一郎         |
| 監督                                 | 肥塚正史           |
| 副監督                               | 阿部英明           |
| シリーズ構成                         | 岸本卓             |
| キャラクターデザイン・総作画監督     | 浅野恭司、本多孝敏 |
| クリーチャーデザイン・イメージボード | 梶野靖弘           |
| プロップデザイン                     | 田口愛梨           |
| アクションアニメーター               | 今泉健、福田周平   |
| 美術監督                             | 黒田友範           |
| アニメーションプロデューサー         | 河村崚磨           |

### 恋するワンピース
スピンオフ漫画『恋するワンピース』のアニメ化作品。縦型ショートアニメの形式で、2025年4月1日から5日間連続で『ONE PIECE』公式SNSにて配信された。アニメーション制作は東映アニメーション。
| 原作                 | 伊原大貴（『ONE PIECE』〈原作：尾田栄一郎〉より） |
| プロデューサー       | 小林美姫                                          |
| シリーズディレクター | 鎌谷悠、重矢葉月                                  |
| キャラクターデザイン | 飯田花緒                                          |
| 美術監督             | 田中里緑                                          |
| 色彩設計             | 中島苗実                                          |
| 撮影監督             | 大堀滉介                                          |
| 製作担当             | 白石彩夏                                          |

## 関連CD

### キャラクターソング
| タイトル                                | 発売日                  |
| --------------------------------------- | ----------------------- |
| ONE PIECE SONG Collection               | 2000年7月20日           |
| ONE PIECE Character Song Album          | 2002年3月6日            |
| Family 〜7人の麦わら海賊団篇〜          | 2003年2月5日            |
| ONE PIECE キャラクターソロシングル      | 2003年9月18日、12月17日 |
| ONE PIECE Character Song Album Peace.2  | 2004年2月25日           |
| RESPECT!                                | 2004年9月29日           |
| hurricane girls                         | 2004年9月29日           |
| フレンズ                                | 2004年9月29日           |
| ワンピースのクリスマス                  | 2004年11月25日          |
| ONE PIECE キャラソンカーニバル!!        | 2005年2月2日            |
| ONE PIECE サウザンドサニー号ソングCD    | 2008年2月27日           |
| ビンクスの酒                            | 2009年3月25日           |
| NEW WORLD                               | 2011年11月25日          |
| ONE PIECE ニッポン縦断! 47クルーズCD    | 2015年1月28日           |
| ONE PIECE ニッポン縦断! 47クルーズALBUM | 2016年2月24日           |
| ONE PIECE キャラソンBEST "FESTIVAL"     | 2016年7月20日           |
| ONE PIECE CharacterSong AL              | 2019年1月25日           |

#### ONE PIECE Island Song Collection
| タイトル                                          | 発売日         |
| ------------------------------------------------- | -------------- |
| ドーン島「始まりの宝石」                          | 2017年9月27日  |
| ゴート島「1st Friend Forever」                    | 2017年9月27日  |
| シェルズタウン「大剣豪への道」                    | 2017年9月27日  |
| オルガン諸島「バギー's HORROR 大サーカス」        | 2017年9月27日  |
| ゲッコー諸島「Lies come true」                    | 2017年9月27日  |
| バラティエ「バラティエにようこそ」                | 2017年9月27日  |
| コノミ諸島「Smile for freedom」                   | 2017年9月27日  |
| ローグタウン「始まりと終わりの町」                | 2017年9月27日  |
| サボテン島「故郷のために」                        | 2017年10月25日 |
| リトルガーデン「リトルガーデンMUSEUM」            | 2017年10月25日 |
| ドラム島「前略、あれからお元気ですか?」           | 2017年10月25日 |
| サンディ島「アラバスタ・ゲーム」                  | 2017年10月25日 |
| ジャヤ「DON'T DREAM! ハイエナジー」               | 2017年10月25日 |
| 空島「神という名のもとに」                        | 2017年10月25日 |
| ロングリングロングランド「オヤビンThat's Right!」 | 2017年10月25日 |
| ウォーターセブン「SHOCK人SPIRITS! 」              | 2017年10月25日 |
| エニエス・ロビー「I want to be alive」            | 2017年10月25日 |
| スリラーバーク「スリラーナイト・スリラーバーク」  | 2017年10月25日 |
| シャボンディ諸島「HEADLINERS」                    | 2017年11月22日 |
| 女ヶ島「Hurricane My Love」                       | 2017年11月22日 |
| インペルダウン「この世の地獄」                    | 2017年11月22日 |
| マリンフォード「Save My Heart」                   | 2017年11月22日 |
| 魚人島「タイヨウの下へ」                          | 2017年11月22日 |
| パンクハザード「INVISIBLEパンクハザード」         | 2017年11月22日 |
| ドレスローザ「悪のカリスマ」                      | 2017年11月22日 |
| ゾウ「海を歩くズニーシャ」                        | 2017年11月22日 |
| ONE PIECE Island Song Collection ALBUM            | 2018年8月24日  |

### ベストアルバム
| タイトル | 発売日        |
| --- | ------------- |
| ONE PIECE BEST SONG COLLECTION | 2001年12月1日 |
| ONE PIECE BEST ALBUM 〜ワンピース主題歌集〜 | 2003年7月20日 |
| ONE PIECE BEST ALBUM 〜ワンピース主題歌集〜 Peace.2 | 2005年3月24日 |
| ONE PIECE SUPER BEST | 2007年3月7日  |
| ONE PIECE MEMORIAL BEST | 2010年3月17日 |
| ONE PIECE 15th Anniversary BEST ALBUM | 2013年1月16日 |
| ONE PIECE Arrange Collection | 2016年3月30日 |
| ONE PIECE Island Song Collection ドーン島、ゴート島、シェルズタウン、オルガン諸島、ゲッコー諸島、バラティエ、コノミ諸島、ローグタウン （8タイトル1セット） | 2017年9月27日 |
| ONE PIECE 20th Anniversary BEST ALBUM | 2019年3月27日 |
| ONE PIECE 25th Anniversary BEST 1999-2024 | 2025年4月23日 |

### サウンドトラック
| タイトル                                                            | 発売日         | 品番       |
| ------------------------------------------------------------------- | -------------- | ---------- |
| ONE PIECE MUSIC&SONG Collection                                     | 2000年3月18日  |            |
| ONE PIECE MUSIC&SONG Collection 2                                   | 2000年9月21日  |            |
| ONE PIECE MUSIC&SONG Collection 3                                   | 2000年12月21日 |            |
| ONE PIECE MUSIC&BESTSONG Collection                                 | 2001年7月20日  |            |
| ONE PIECE 映像音楽完全盤                                            | 2007年1月31日  |            |
| ONE PIECE ブルックスペシャルCD ブルックと麦わら海賊団の音楽会       | 2009年4月1日   |            |
| ONE PIECE オリジナルサウンドトラック "NEW WORLD"                    | 2016年7月20日  |            |
| ONE PIECE ビッグ・マムの音楽会 〜ホールケーキアイランドへようこそ〜 | 2017年7月19日  |            |
| ONE PIECE MUSIC MATERIAL                                            | 2019年2月22日  |            |
| ONE PIECE オリジナルサウンドトラック "WANOKUNI"                     | 2022年3月16日  | EYCA-13684 |
| ONE PIECE Original Soundtrack "GEAR5"                               | 2024年1月26日  | EYCA-14193 |

### その他
| 種類           | タイトル                           | 発売日         | 品番                                      |
| -------------- | ---------------------------------- | -------------- | ----------------------------------------- |
| ドラマCD       | ONE PIECE 「海賊ビビの大冒険」     | 2002年12月26日 | AVCA-14528                                |
| カバーアルバム | ONE PIECE MUUUSIC COVER ALBUM      | 2020年5月27日  | EYCA-12980                                |
| カバーアルバム | ONE PIECE COVER SONGS〜仲間の印×〜 | 2025年3月26日  | EYCA-14609（豪華版） EYCA-14610（通常版） |

## 関連書籍
- ワンピース ANIMATION LOGBOOK（2002年2月25日発売、ISBN 4-08-859291-3）
- ONE PIECE RAINBOW!（2007年5月1日発売、ISBN 978-4-08-874099-7）
- ONE PIECE WHITE!（2012年8月3日発売、ISBN 978-4-08-870576-7）

## コラボレーション・パロディ
- アニメで声のみだが、『こちら葛飾区亀有公園前派出所』の両津勘吉とルフィがたびたび共演している。両津がルフィのようにゴム人間になるエピソード（『こち亀』第333話「ゴムゴムの両さん」）もあり、その回でのオープニングでは、両津はルフィの格好をしていた。
- 『笑う犬の発見』の番組冒頭に「犬!PIECE」というパロディコーナーが設けられ、主人公のルフィもアニメのまま登場した（コーナー内では原田泰造がウソップ、名倉潤が「ピピプー」という番組オリジナルキャラクター、チョッパーが着ぐるみで登場した）。
- 『脳内エステ IQサプリ』のコーナー「IQミラーまちがい7・IQミラーまちがい9」では、アニメとのコラボレーション企画の第一弾を飾り、その後も何度もコラボした。
- 『タモリのジャポニカロゴス』では「もしもルフィが名古屋弁だったら」という企画が行われ、田中真弓が実際に名古屋弁で1場面を演じた。
- 2006年9月25日放送の『FNS地球特捜隊ダイバスター』の特番として「ダイバスター特別編 ONE PIECEの裏側 本当にちょっとだけ見せますスペシャル」が放送された。本作のスタッフ、アフレコスタジオなどが登場した。
- 『笑っていいとも!増刊号』で、2009年5月3日 - 2009年8月30日までの間、毎週ルフィが冒頭コーナーのナレーションを担当した。
- 『トリビアの泉 〜素晴らしきムダ知識〜』では、2010年2月27日に放送されたスペシャル番組『トリビアの泉 へぇへぇの種で大満開 久しぶりにやったらギネスまでとっちゃったよSP』のオープニングで、麦わらの一味と出演者のタモリ・八嶋智人・高橋克実が共演するコラボ企画が行なわれた。初代オープニングテーマ『ウィーアー!』が使われ、ルフィ役はタモリ、ゾロ役（冒頭のみサンジ役）は八嶋、サンジ役（冒頭のみゾロ役）とゴールド・ロジャー役は高橋に置き換えられ、また、シャンクスはルフィ、ベン・ベックマンはゾロ、ヤソップはナミ、ラッキー・ルウはウソップに置き換えられて登場する特別版となっている。これは、2年半ぶりの放送ということでこの番組を知らない小さな子ども達のために制作されたものである。
- 2011年12月31日放送の『爆笑そっくりものまね紅白歌合戦スペシャル』の大晦日特番『大晦日はマル・マル・モリ・モリ! 爆笑そっくりものまね紅白歌合戦 祭りだ祭りだスペシャル』では、麦わら一味が着ぐるみ人形で登場し、紅組の応援を担当した（白組は『ちびまる子ちゃん』のまる子一家とクラスメイトの着ぐるみ）。
- 2015年8月21日に『金曜プレミアム』で放送された『超リアル宝探しTV! KAIDOKU王』では、進行役としてルフィとチョッパーがアニメキャラで登場した（ナレーターは本作の大場真人）。最後は翌22日に『土曜プレミアム』で放送される『ONE PIECE エピソードオブサボ 〜3兄弟の絆 奇跡の再会と受け継がれる意志〜』の告知を行った。
- 2016年1月1日放送の元日特番『十八番で勝負!!新春!オールスター対抗歌合戦』では、応援として麦わら一味が登場した。なお同番組には『ちびまる子ちゃん』のまる子一家とクラスメイト（丸尾・穂波・野口）の着ぐるみが応援として登場、『ものまね紅白』以来4年1日振りの共演となった。
- 2017年9月9日 - 同年9月10日放送の大型特別番組『FNS27時間テレビ にほんのれきし』では、『ドラゴンボール超』・『ちびまる子ちゃん』・『こちら葛飾区亀有公園前派出所』と共に麦わら一味が様々な歴史に遭遇するアニメが同番組の通し企画として放送された。なお『FNSの日』に麦わら一味が登場したのはこれが初である。
- 2021年11月、放送第1000話を記念して『ちびまる子ちゃん』とのコラボ企画を2週に渡って実施。第1弾では11月14日放送分の『ちびまる子ちゃん』の次回予告にルフィが登場し、まる子との掛け合いを行った[74]。第2弾として11月21日放送分の『ちびまる子ちゃん』のアイキャッチにチョッパーとルフィが登場した。
- 2022年5月1日の放送では、『ちびまる子ちゃん』のテレビアニメ放送1500回到達を記念し、まる子が手配書に登場する、次回予告のナレーションをまる子が担当する演出が行われた。懸賞金は放送回数にちなんだ1500ベリーである。
- 『新しいカギ』では、『ワンピース新声優オーディション』というコラボコントが行われ、2022年7月2日放送では、バルトロメオ役の森久保祥太郎が、同年7月30日放送では、ウソップ役の山口勝平が出演している。